# Układ krwiotwórczy
Układ krwiotwórczy – grupa narządów odpowiedzialnych za powstawanie wszystkich elementów morfotycznych krwi.
| Element morfologiczny              | Narząd powstawania    |
| Erytrocyty                         | szpik kostny czerwony |
| Erytrocyty                         | śledziona             |
| Erytrocyty                         | wątroba               |
| Trombocyt                          | szpik kostny czerwony |
| Leukocyty (wyłączając limfocyty T) | szpik kostny czerwony |
| Limfocyty T                        | węzły chłonne         |
| Limfocyty T                        | śledziona             |

Przeczytaj ostrzeżenie dotyczące informacji medycznych i pokrewnych zamieszczonych w Wikipedii.